# 1919 no teatro

## Nascimentos
| Data           | Nome           | Profissão                                              | Nacionalidade  | Observações | Ref |
| -------------- | -------------- | ------------------------------------------------------ | -------------- | ----------- | --- |
| 19 de janeiro  | Joan Brossa    | poeta, dramaturgo, artista plástico e designer gráfico | Espanha        | m. 1998     |     |
| 3 de fevereiro | Mara Rúbia     | atriz                                                  | Brasil         | m. 1991     |     |
| 29 de março    | Eileen Heckart | atriz                                                  | Estados Unidos | m. 2001     |     |
| 12 de junho    | Uta Hagen      | atriz                                                  | Alemanha       | m. 2004     |     |

## Mortes
| Data       | Nome               | Profissão  | Nacionalidade | Observações | Ref |
| ---------- | ------------------ | ---------- | ------------- | ----------- | --- |
| 7 de junho | Marcelino Mesquita | dramaturgo | Portugal      | n. 1856     |     |